# Jin’yū Nasu
Jin’yū Nasu (japanisch 那須 甚有 Nasu Jin’yū; * 20. Juli 1999 in Kurashiki) ist ein japanischer Fußballspieler.

## Karriere
Nasu erlernte das Fußballspielen in den Jugendmannschaften vom Swinky Kurashiki FC, Fagiano Okayama und Gainare Tottori. Bei Gainare Tottori unterschrieb er 2018 auch seinen ersten Profivertrag. Der Verein, der in der Präfektur Tottori beheimatet ist, spielte in der dritten japanischen Liga, der J3 League. Für den Verein absolvierte er fünf Ligaspiele. Die Saison 2020 wurde er an den Matsue City FC ausgeliehen. Der Verein aus Matsue spielte in der vierten Liga, der Japan Football League. Nach Ende der Ausleihe wurde er von Matsue am 1. Februar 2021 fest unter Vertrag genommen.